# Carex aniaiensis
Carex aniaiensis là một loài thực vật có hoa trong họ Cói. Loài này được Fujiw. & Y.Matsuda mô tả khoa học đầu tiên năm 1992.